# Wouter olde Heuvel
Wouter olde Heuvel (Losser, 18 augustus 1986) is een Nederlandse voormalige langebaanschaatser. Hij was gespecialiseerd in het allroundschaatsen. Hij is afkomstig uit een schaatsfamilie: zijn broer Remco schaatste bij de Nederlandse sprinttop. Tussen 2006 en 2014 schaatste hij bij TVM-schaatsploeg, in 2014 maakte hij samen met kopman Sven Kramer de overstap naar Team LottoNL-Jumbo van Jac Orie.

## Biografie

### Schaatscarrière
Olde Heuvel schaatste bij Jong Oranje toen hij voor het seizoen 2006/2007 een contract tekende bij de TVM-schaatsploeg. In het seizoen 2004/2005 werd hij tweede op het Wereldkampioenschap voor Junioren achter zijn trainingsmaatje Sven Kramer.
In 2006 deed hij mee aan het Nederlands Kampioenschap Allround voor senioren en behaalde daar op de eerste dag goede resultaten maar na de 1500 meter besloot hij om de 10.000 meter niet meer te rijden. Op het WK voor Junioren in 2006 werd Olde Heuvel tweede achter de Noor Håvard Bøkko. Door veel afzeggingen bij de Nederlandse ploeg mocht Olde Heuvel ook starten op het WK Allround voor senioren in 2006. Hij haalde daar de slotafstand niet. Hij werd 12de op de 500 meter met een tijd van 36,75, op de 5000m reed hij een PR en op de 1500 meter verloor hij in een rechtstreeks gevecht van Sicco Janmaat.
Bij het NK Afstanden 2008 wist hij zich te plaatsen voor de eerste reeks wereldbekerwedstrijden op de vijf kilometer. In datzelfde seizoen plaatste hij zich ook voor het EK Allround, daar werd hij verdienstelijk tiende. Bij de WK Allround verbeterde hij deze prestatie door zevende te worden. Op 29 november 2007 werd bekendgemaakt dat Olde Heuvel zijn contract met twee jaar heeft verlengd; wat betekent dat hij tot de Spelen van 2010 in Vancouver voor TVM blijft schaatsen.
Door zijn zilveren medaille op het NK Allround 2008 plaatste Olde Heuvel zich rechtstreeks voor de EK Allround van 2008 in Kolomna. Hij werd vierde, achter Kramer, Bøkko en Enrico Fabris. Later dat jaar werd hij nog vijfde op de WK Allround en haalde hij zijn eerste wereldtitel binnen door samen met Kramer en Erben Wennemars in Nagano wereldkampioen te worden op de ploegenachtervolging. Datzelfde toernooi haalde hij eveneens brons op de vijf kilometer.
In 2009 plaatste Olde Heuvel zich voor de EK Allround van dat jaar in Heerenveen door opnieuw tweede te worden bij de NK Allround, wederom achter Kramer. Op dit EK haalde Olde Heuvel de derde plaats, achter Kramer en de Noor Bøkko. Op het WK Allround dat jaar in Hamar werd hij vierde achter Kramer, Bøkko en de Italiaan Fabris.
In de wereldbeker reed hij eerst alleen de 5000 meter, maar won de selectiewedstrijd op de 1500 meter. Voor beide afstanden verdiende hij slechts een reserveplek voor het WK Afstanden.
In 2010 plaatste Olde Heuvel zich voor de EK Allround tijdens het Olympisch Kwalificatietoernooi; plaatsing voor de Olympische Spelen in Vancouver lukte niet. Wel reist hij met Kramer, Groenewold en Wüst mee als trainingsmaatje.
In het weekend van 6 en 7 maart werd Olde Heuvel Nederlands kampioen tijdens het NK Allround. Hij bleef Ted-Jan Bloemen en zijn ploeggenoot Koen Verweij voor.
Op het NK afstanden 2011 reed Olde Heuvel drie afstanden en plaatste zich op de 1500 en 5000 meter voor de eerste wereldbekerwedstrijden van het seizoen. In 2011 werd hij ook Nederlands kampioen allround. Op 25 november won hij in de Kazachse hoofdstad Nur-Sultan voor het eerst in zijn loopbaan een wereldbeker over 1500 meter. Bij de terugreis naar Nederland speelden zijn knieklachten hoog op en leidde dat zelfs tot een operatie in januari waardoor hij het hele jaar aan de kant bleef. In december 2015 kreeg hij problemen met zijn heup en lies. Deze nieuwe tegenslag deed Olde Heuvel besluiten op 10 maart 2016 per direct zijn schaatscarrière te beëindigen.

### Schaatscoach
Voor de seizoenen 2016/2017 en 2017/2018 werkte Olde Heuvel als assistent-coach bij Team JustLease.nl samen met coach Rutger Tijssen. Voor 2018/2019 was hij in gesprek met Orie voor een rol als opvolger van assistent-coach Bjarne Rykkje die bondscoach werd in Noorwegen. In mei 2018 werd Olde Heuvel getroffen door een hersenbloeding na een fietstraining en werd overgebracht naar het Universitair Medisch Centrum Groningen voor verdere onderzoeken.
Voor seizoen 2019/2020 verhuisde hij naar Noorwegen waar hij coach wordt van het opleidingsteam Team Sørmarka in Stavanger en junioren als Vegard Rye, Marte Furnée, Erlend Belsvik, Amalie Haugland, Oddbjørn Mellemstrand, Peder Kongshaug, Lise Hølland, Pål Myhren Kristensen en Marit Fjellanger Bøhm gaat voorbereiden op onder meer de wereldbekerwedstrijden voor junioren. Voor 2020/2021 maakte Ida Njåtun de overstap van de nationale ploeg naar het opleidingsteam en maakte Kongshaug juist de overstap naar het nationale team.

## Records

### Persoonlijke records
| Afstand      | Tijd     | Datum            | Baan       |
| ------------ | -------- | ---------------- | ---------- |
| 500 meter    | 36,17    | 10 maart 2013    | Calgary    |
| 1000 meter   | 1.09,63  | 10 maart 2013    | Calgary    |
| 1500 meter   | 1.44,24  | 13 februari 2011 | Calgary    |
| 3000 meter   | 3.39,36  | 26 november 2011 | Nur-Sultan |
| 5000 meter   | 6.16,26  | 17 november 2007 | Calgary    |
| 10.000 meter | 13.14,79 | 29 december 2010 | Heerenveen |

### Wereldrecords
| Nr.  | Afstand                    | Tijd      | Datum           | Baan     |
| ---- | -------------------------- | --------- | --------------- | -------- |
| jr1. | 3000 meter (junioren)      | 3.44,72   | 10 maart 2005   | Calgary  |
| jr2. | Kleine vierkamp (junioren) | 148,614   | 11 maart 2005   | Calgary  |
| jr3. | Achtervolging (junioren)   | *3.57,30  | 4 december 2005 | Collalbo |
| jr4. | Achtervolging (junioren)   | **3.56,27 | 12 maart 2006   | Erfurt   |

* samen met Ted-Jan Bloemen en Ralph de Haan
** samen met Ted-Jan Bloemen en Boris Kusmirak

#### Wereldrecords laaglandbaan (officieus)
| Nr. | Afstand    | Tijd    | Datum            | Baan       |
| --- | ---------- | ------- | ---------------- | ---------- |
| 1.  | 3000 meter | 3.39,36 | 26 november 2011 | Nur-Sultan |

## Resultaten
| Jaar | NK Afstanden                  | NK Allround            | EK Allround             | WK Allround            | WK Afstanden          | Wereldbeker                            | WK Junioren                            |
| ---- | ----------------------------- | ---------------------- | ----------------------- | ---------------------- | --------------------- | -------------------------------------- | -------------------------------------- |
| 2005 |                               | 15e (17e, 14e, 15e, -) |                         |                        |                       |                                        | Allround · (11e, , 4e, ) Achtervolging |
| 2006 | 21e 1500m 9e 5000m 9e 10.000m | 14e (6e, 5e, 19e, -)   |                         | 15e (12e, 13e, 15e, -) |                       |                                        | Allround · (14e, , 5e, ) Achtervolging |
| 2007 |                               | 5e · (10e, , 7e, 4e)   | 10e (14e, 6e, 11e, 10e) | 7e (14e, 5e, 12e, 6e)  | 7e 5000m              | 23e 5/10 km · Achtervolging            |                                        |
| 2008 | 5000m · 7e 10.000m            | · (5e, , , 5e)         | 4e · (6e, , 5e, 4e)     | 5e · (12e, 5e, 6e, )   | 5000m · Achtervolging | 32e 1500m · 5e 5/10 km · Achtervolging |                                        |
| 2009 | 5000m                         | · (12e, , 5e, 4e)      | · (8e, , 4e, 4e)        | 4e (11e, 4e, 7e, 4e)   | Achtervolging         | 15e 1500m 9e 5/10 km                   |                                        |
| 2010 | 5000m · 5e 10.000m            | · (6e, , )             | 6e (11e, 8e, 4e, 7e)    | 7e (15e, 8e, 8e, 8e)   |                       | 7e 5/10 km                             |                                        |
| 2011 | 4e 1500m · 5000m · 8e 10.000m | · (5e, , )             | 4e · (9e, , )           | 8e (12e, 6e, 8e, 7e)   | 7e 5000m              | 12e 1500m 6e 5/10 km 8e Achtervolging  |                                        |
| 2012 | 4e 1500m 6e 5000m 10e 10.000m |                        |                         |                        |                       | 12e 1500m · Achtervolging              |                                        |
| 2013 |                               |                        |                         |                        |                       |                                        |                                        |
| 2014 | 13e 1000m 5e 1500m            | · (, 5e, 4e, 5e)       |                         | 10e (5e, 8e, 14e, -)   |                       | 31e 1500m                              |                                        |
| 2015 | 5e 1500m · 5000m · 5e 10.000m | · (6e, , )             | 6e · (8e, , 9e, 6e)     |                        |                       | 4e 1500m · 8e 5/10 km · Achtervolging  |                                        |
| 2016 |                               |                        |                         |                        |                       |                                        |                                        |

### Wereldbekerwedstrijden[6]
| Seizoen   | 1500m                         | 5/10 km                 | Achtervolging |
| --------- | ----------------------------- | ----------------------- | ------------- |
| 2006/2007 |                               | -, -, -*, 1e(b), -*, 7e | -, -,         |
| 2007/2008 | -, -, -, -, 1e(b), -, -       | 6e, 7e, -*, 4e, -*, -,  | -, , -,       |
| 2008/2009 | -, -, -, 1e(b), 7e, 8e        | 7e, 8e, -*, 4e, -*, 9e  |               |
| 2009/2010 |                               | 5e, 5e, 7e*, 8e, -, 5e  |               |
| 2010/2011 | 6e, 13e, -, 6e, 9e, 12e       | , 5e, -*, 5e, 6e*, 7e   | , -, Dq       |
| 2011/2012 | 8e, , 11e, -, -, -            |                         | , , -, -      |
| 2012/2013 |                               |                         |               |
| 2013/2014 | 13e(b), -, 4e(b), 4e(b), -, - |                         |               |
| 2014/2015 | , , -, , 12e, 7e              | , -*, -, , 7e, 5e       | , -, -        |
| 2015/2016 |                               |                         |               |

- = geen deelname
(b) = B-divisie
* = 10000 meter

### Medaillespiegel
| Kampioenschap             | Goud · | Zilver · | Brons · |
| ------------------------- | ------ | -------- | ------- |
| NK Afstanden              | 0      | 1        | 4       |
| NK Allround klassement    | 2      | 3        | 1       |
| NK Allround afstanden     | 4      | 5        | 5       |
| EK Allround klassement    | 0      | 0        | 1       |
| EK Allround afstanden     | 0      | 2        | 4       |
| WK Allround klassement    | 0      | 0        | 0       |
| WK Allround afstanden     | 0      | 0        | 1       |
| WK Afstanden              | 2      | 0        | 1       |
| Wereldbeker 1500m         | 1      | 3        | 0       |
| Wereldbeker 5000m         | 0      | 0        | 4       |
| Wereldbeker Achtervolging | 6      | 0        | 1       |
| Wereldbeker klassement    | 3      | 1        | 0       |
| WK Junioren allround      | 0      | 2        | 0       |
| WK Junioren afstanden     | 2      | 0        | 0       |

## Persoonlijk
Olde Heuvel heeft met zijn vriendin twee dochters .